# تابولوجي
تابولوجي(بالإنجليزية: Tapology)‏ هو موقع ويب أمريكي. يقدم عروضا فنون القتال المختلطة ("إم إم أ")، ويحتوي الموقع على قاعدة بيانات يصنف من خلالها المقاتلين الهواة و المحترفين ويشمل إنجازات ومنافسات كبيرة للعديد من المقاتلين. وقد تأسس الموقع عام 2010.